# زبان نوسو
زبان نوسو زبان کتابی مردمان یی در جمهوری خلق چین می‌باشد. دولت چین این زبان را به عنوان زبان معیار یی برگزیده‌است. این زبان دو میلیون گویشور دارد. 